# Марьевка (Вакуловский сельский совет)
Ма́рьевка (укр. Мар'ївка) — село,
Жовтневый сельский совет,
Софиевский район,
Днепропетровская область,
Украина.
Код КОАТУУ — 1225283304. Население по переписи 2001 года составляло 474 человека.

## Географическое положение
Село Марьевка находится на берегу реки Жёлтенькая, выше по течению на расстоянии в 1 км расположено село Павловка,
ниже по течению на расстоянии в 0,5 км расположено село Калашники. По селу протекает пересыхающий ручей с запрудой. Рядом проходит автомобильная дорога Т-0419.